# 城际列车
城际列车一词在不同地区的含义并不相同。在中国大陆、中国香港、美国，城际列车一词通常泛指所有线路横跨至少两座城市行政区域的长途旅客列车。在欧洲，該词通常指线路横跨至少两座城市行政区域且速度较快、停站较少的旅客列车。